# Gnosca

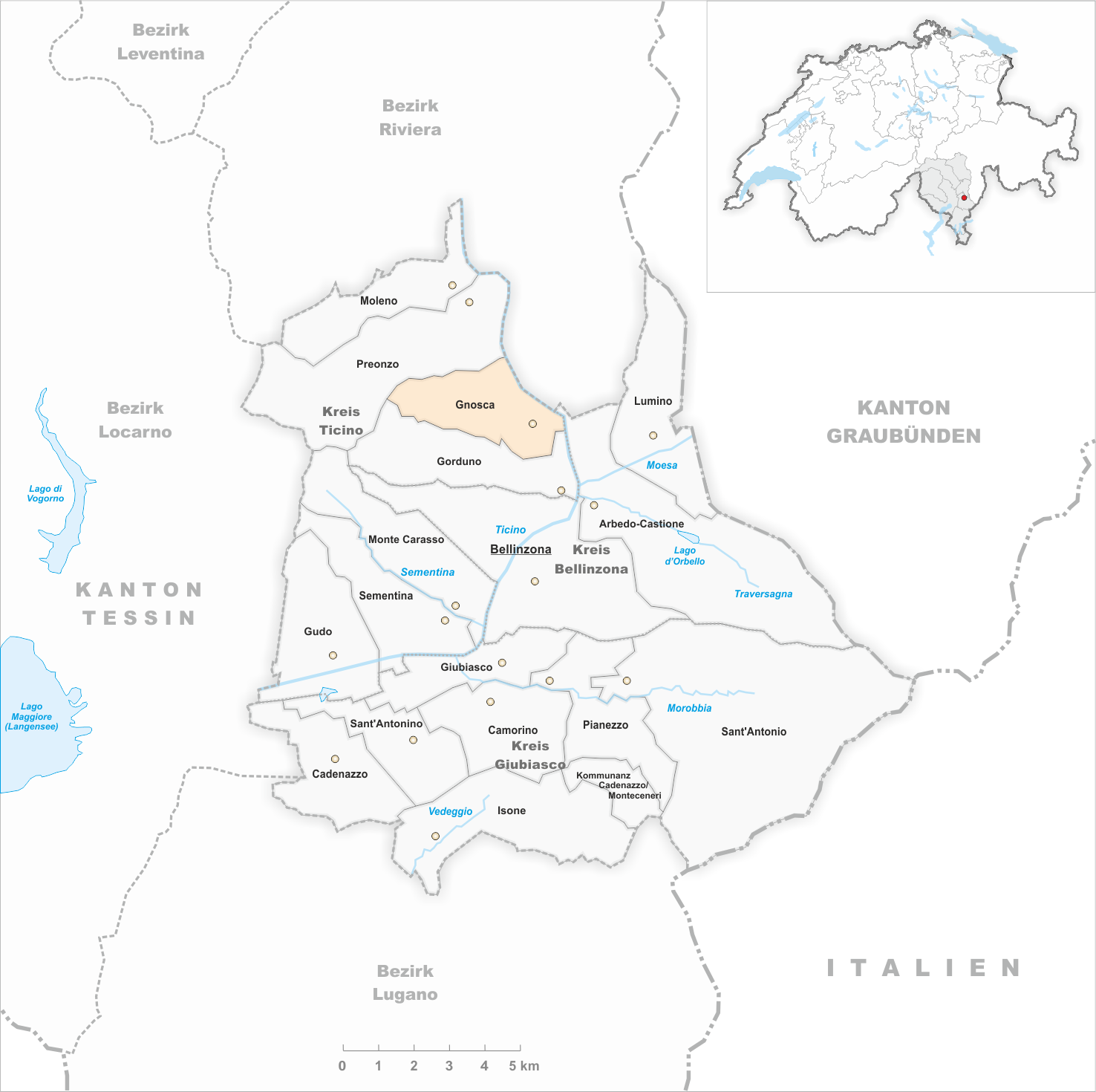
Gemeindestand vor der Fusion am 1. April 2017

Werner Friedli (Fotograf): Gnosca, historisches Luftbild (1953)

Gnosca [ˈɲɔska] (lombardisch Gnuscu [ˈɲuʃku ˈɲoʃko]) ist ein Ortsteil der Gemeinde Bellinzona im Schweizer Kanton Tessin. Bis zum 1. April 2017 bildete er eine selbständige politische Gemeinde.

## Geographie
Das Dorf liegt am rechten Ufer des Flusses Tessin am Eingang der Riviera, gegenüber von Claro, im Norden der Gemeinde Bellinzona.

## Geschichte
Erstmals bezeugt findet sich das Dorf im Jahre 1198 als Niosca. Die sprachgeschichtliche Bedeutung des Ortsnamens ist unklar.
Aus prähistorischer Zeit ist wenig bekannt; 1898 entdeckte man bronzene Gegenstände aus der Zeit der Etrusker.
Im Mittelalter gehörte Gnosca zur Gastalde Claro. Mailand und Bistum Como erhoben gleichzeitig Ansprüche auf Gnosca, und 1335 wird der Ort überdies als unter der Herrschaft von Bellinzona stehend erwähnt.
Am 2. April 2017 schloss sich Gnosca gleichzeitig mit den damaligen Gemeinden Camorino, Claro, Giubiasco, Gorduno, Gudo, Moleno, Monte Carasso, Pianezzo, Preonzo, Sant’Antonio und Sementina der Gemeinde Bellinzona an. Gnosca bildet aber nach wie vor eine eigenständige Bürgergemeinde.

## Bevölkerung
Einwohnerzahlen: Volkszählungsdaten

## Sehenswürdigkeiten
- Die Kirche San Pietro Martire wird erstmals im 13. Jahrhundert erwähnt[5]
- Kirchenruine San Giovanni Battista[5]

## Sport
- Associazione Sportiva Gnosca[6]

## Persönlichkeiten
- Familie da Gnosca, die vom Locarneser Adelsgeschlecht Magoria abstammt und, wie dieses, zum Adelsverband der Capitanei gehörte. Sie residierte schon ab dem 13. Jahrhundert auf der Burg Gnosca, die ihr den Namen gab.[7]
- Ubertino da Gnosca (* um 1340; † vor 1407 in Gnosca?), erwähnt ab 1362 in Claro; 1374 verliehen ihm die Domherren des Mailänder Domkapitels für ein Jahr die ungeteilte Gerichtsherrschaft im Gebiet von Gnosca und Gorduno.[8]
- Antonio Masotti (* um 1450 in Gnosca; † nach 1510 ebenda), Militäringenieur des Herzogs von Mailand; von 1470 bis 1510 in Bellinzona nachweisbar; 1477 arbeitete er an der Konsolidierung eines Teils der Stadtmauer, von der Porta nuova oder Porta di Locarno zum Turm del Sasso; im Februar 1507 übertrug ihm Bellinzona die Ausbesserung der Moesabrücke.[9]
- Stefano Sposetti (* 1958 in Mailand), Schweizer Amateurastronom und Asteroidenentdecker, lebt in Gnosca.
- Flavio Stroppini (* 1979), Journalist, Schriftsteller, gründete im Jahr 2013 www.nucleomeccanico.com (dessen künstlerischer Leiter er ist)[10][11]